# Сапановский сельский совет (Кременецкий район)
Сапановский сельский совет (укр. Сапанівська сільська рада) — входит в состав
Кременецкого района
Тернопольской области
Украины.
Административный центр сельского совета находится в 
с. Сапанов.

## Населённые пункты совета
- с. Сапанов